# Desa Singkup (administrativ by i Indonesien, lat -6,91, long 108,53)
Desa Singkup är en administrativ by i Indonesien.   Den ligger i provinsen Jawa Barat, i den västra delen av landet, 200 km öster om huvudstaden Jakarta.